# ユージン・テレブランシュ
ユージン・ネイ・テレブランシュ（Eugène Ney Terre'Blanche、1941年1月31日 - 2010年4月3日）は、南アフリカ共和国の政治団体アフリカーナー抵抗運動の創設者、指導者である。
1980年代から1990年代にかけては、南アフリカにおけるアパルトヘイトの維持を訴えた。アパルトヘイト体制崩壊後はボーア人国家の建設を訴え続けた。
2010年4月3日に自身の農場で、雇用していた黒人男性2名に殺害された。殺害理由は賃金未払いの問題だとされている。